# MBB/가와사키 BK 117
MBB/가와사키 BK117은 일본의 가와사키 항공과 독일의 MBB사가 공동으로 개발한 다목적 헬리콥터이다.

## 운용국
- 한국 - 부산광역시, 광주광역시, 전남/전북 소방안전본부 소방항공대에서 운용중
- 브라질 -
- 독일 -
- 일본 -
- 케냐 -
- 캐나다 -
- 중화민국 -
- 뉴질랜드 -
- 오스트레일리아 -
- 칠레 -
- 콜롬비아 -
- 스페인 -
- 페루 -
- 벤다 -
- 남아프리카 공화국 -

## 역사

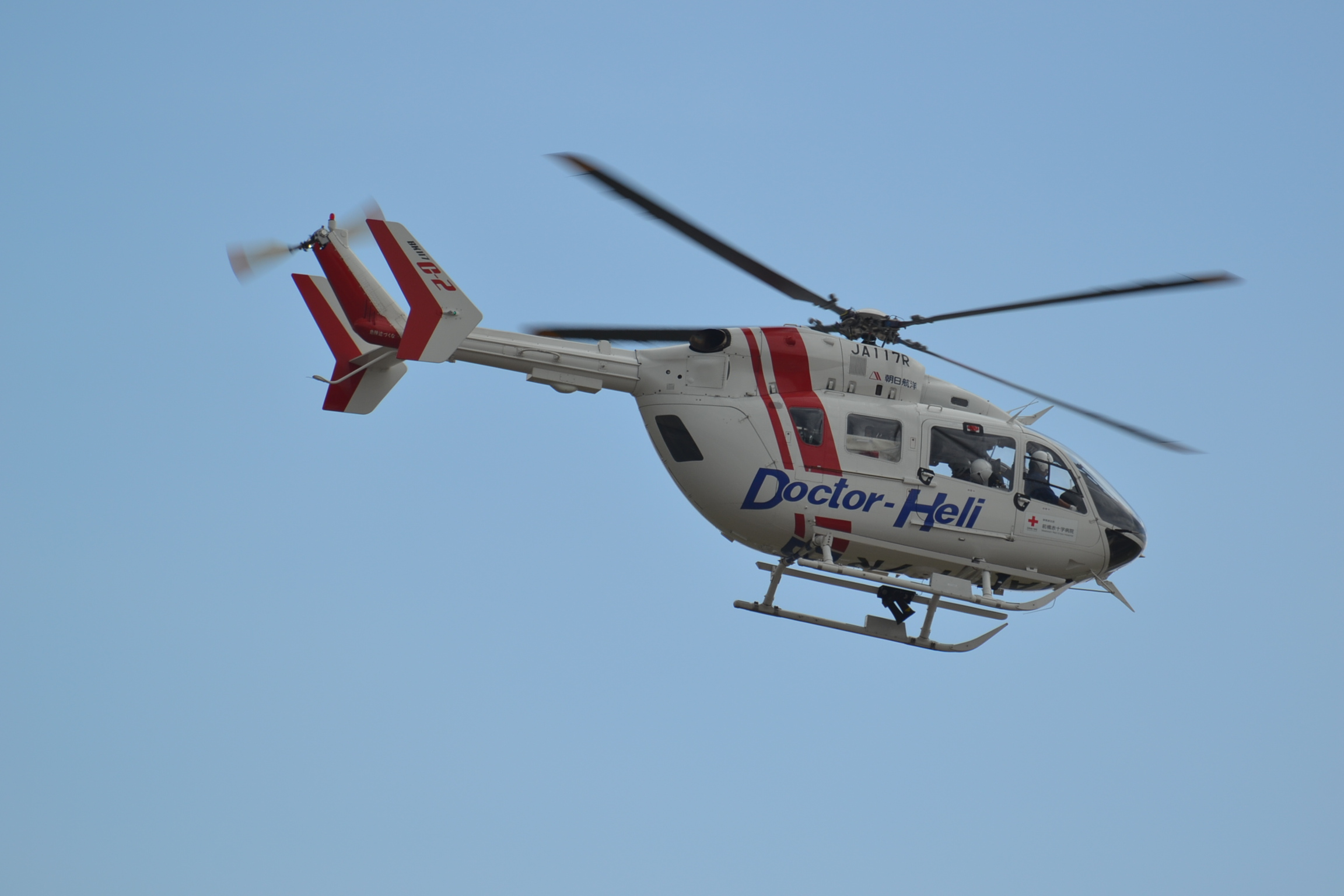
BK117의 모습이다.

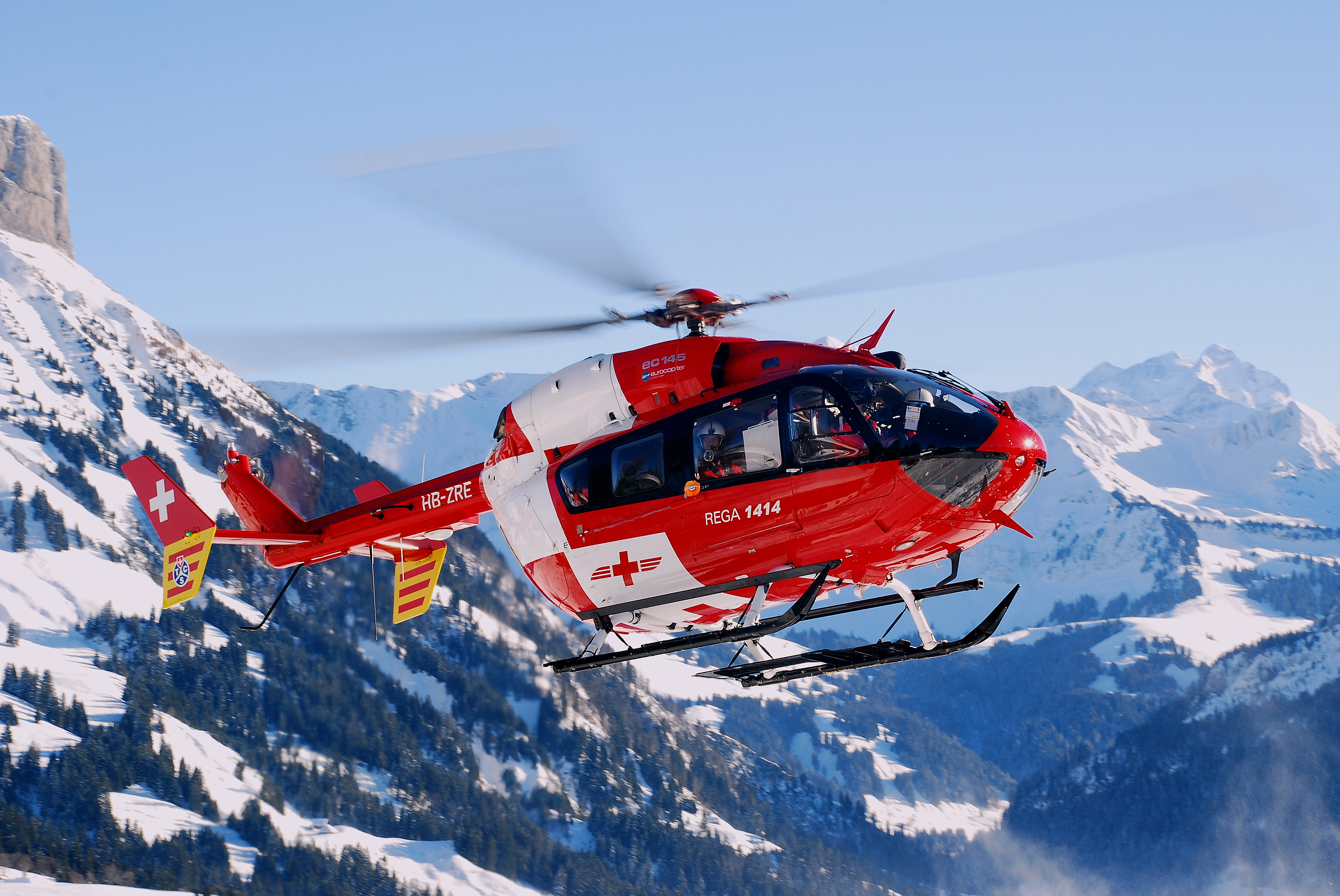
BK117의 모습

### 제원
- 승무원: 1명
- 수송인원: 10명
- 길이: 9.91m
- 높이: 3.85m
- 항공기중량: 1727 kg
- 이륙중량: 3350 kg
- 만재연료: 697L
- 엔진: 593마력 엔진 2개
- 주익길이: 11m
- 최대속도: 250 km/h
- 도달금지속도: 278 km/h
- 항속거리: 541 km
- 순항높이: 4575m
- 최대상승속도: 11 m/s

## 같이 보기
- Bo-105
- 유로콥터 EC135
- 아구스타웨스틀랜드 AW169
- 헬리콥터